# Lew Jan Odachowski
Lew Jan Odachowski herbu Nałęcz (zm. przed 1645 rokiem) – podkoniuszy litewski w 1632 roku.
Był elektorem Władysława IV Wazy z województwa trockiego w 1632 roku, podpisał jego pacta conventa.